# シルヴァカンヌ修道院
座標: 北緯43度42分58秒 東経5度19分45秒 / 北緯43.71611度 東経5.32917度
シルヴァカンヌ修道院（仏：Abbaye de Silvacane）は、フランスのプロヴァンス地方、ブーシュ＝デュ＝ローヌ県の村ラ・ロック＝ダンテロンに建つ旧シトー会修道院である。ル・トロネ修道院、セナンク修道院とともにプロヴァンスの三姉妹の1つとして語られる、簡素さを特徴とする建築群の1つであるものの、本修道院は他の2つよりは装飾が多めという特徴がある。
教会堂は12-13世紀に建設され、建築様式はロマネスク様式を基本とし、一部で初期ゴシック様式の構造も見られる。
日本語ではシルヴァカーヌ修道院とも表記されるが、本項では『シルヴァカンヌ修道院』で統一する。

## 歴史

### 起源からフランス革命まで
シルヴァカンヌ修道院は1144年、人里離れた川のほとりに苦行目当てで来訪した数人の修道士によって設立された小さな礼拝堂シルヴァカンヌが起源である。このシルヴァカンヌという名称はラテン語のSylva cana（葦の森）に由来する。あえて人里離れた場所を選んで修道院が立てられるのは聖ベネディクトゥス以来の全ての修道院の伝統であり、シルヴァカンヌに限ったことではなかった。
1147年、シャンパーニュ地方にあった、シトー会「上位四父修道院」（シトー修道院直系の4つの修道院）のひとつモリモン修道院という大修道院から派遣された修道士たちによって、修道院としての歴史が始まる。1160年まではアヴィニョン近くのサン＝タンドレ修道院などから、1160年以降は近所の有力者により土地などの提供、寄進を受け大いに発展した。現存の教会堂はそのような環境の中で1160年頃または1175年から建設が始まり、1230年に完成している。ただしこれは教会堂のみで、回廊などはさらに時間がかかっている（後述の「建設時期」節を参照）。
パトロンに恵まれ、以後も施設を拡張し支院をもつまでになるが、このような繁栄はいつまでも継続はせず14世紀には徐々に斜陽が近づく。1358年には略奪にあい、15世紀になるとシトー会を離脱、そしてフランス革命前夜には修道士ひとりが住まうだけの状態となっていた。

### 建設時期
略奪にあいつつも15世紀前半ごろまでシルヴァカンヌ修道院の工事は継続された。工事の時期を4段階に区分する見方があるので、フランス革命へ行く前にこの区分を下表にまとめておく。後掲の平面図も参照。
| 建造施設       | 年代          |
| -------------- | ------------- |
| 教会堂         | 1175年-1230年 |
| 回廊周囲の部屋 | 1210年-1230年 |
| 回廊の歩廊     | 1250年-1300年 |
| 大食堂         | 1420年-1425年 |

教会堂は1196年に交差部が完成、内陣には祭壇が設置され、その時点で教会堂としての使用が始まった。
回廊周囲の諸施設については建設時期のさらに詳細が明らかになっている。回廊の西壁は13世紀後半、中庭に面したアーケードは1250年-1300年にかけての建設である。

### フランス革命以後
1789年、フランス革命が始まった。そして1790年2月、フランス全土の修道会は強制的に解散させられることとなった。シルヴァカンヌ修道院も例外ではなく、一旦の国有化後に建物は競売へかけられ、フランス革命後は農場施設になってしまっているという始末であった。
流れが変わるのは19世紀である。
1834年、歴史的建造物総監でフランス各地を視察していたプロスペル・メリメがこの地を訪れ、シルヴァカンヌ修道院を含めたプロヴァンスの三姉妹の、国有化および保護をすべきと主張した。そして1840年に「歴史的記念建造物」に指定されると、主に1845年から1938年までに2人の建築家 - レヴォワールとフォルミジェ - の主導により修復が行われた。この工事の結果、おおむね中世当時の姿に、特に平面は忠実に再現されることとなった。

### 現在
2008年に管轄はフランス国から自治体であるコミューンへ移管された。
このようにして元々は修道士たちの隠棲する場所であったはずのシルヴァカンヌ修道院は、2013年現在も修道院としての機能はないものの建物は現存しており、また近所の街に駅も設置され、堂守の家族が管理する観光名所として健在である。さらには毎年大体7月から9月の間に何度か行われるコンサートの会場としても使用されるなど、新しい形の利用をされるようになった。

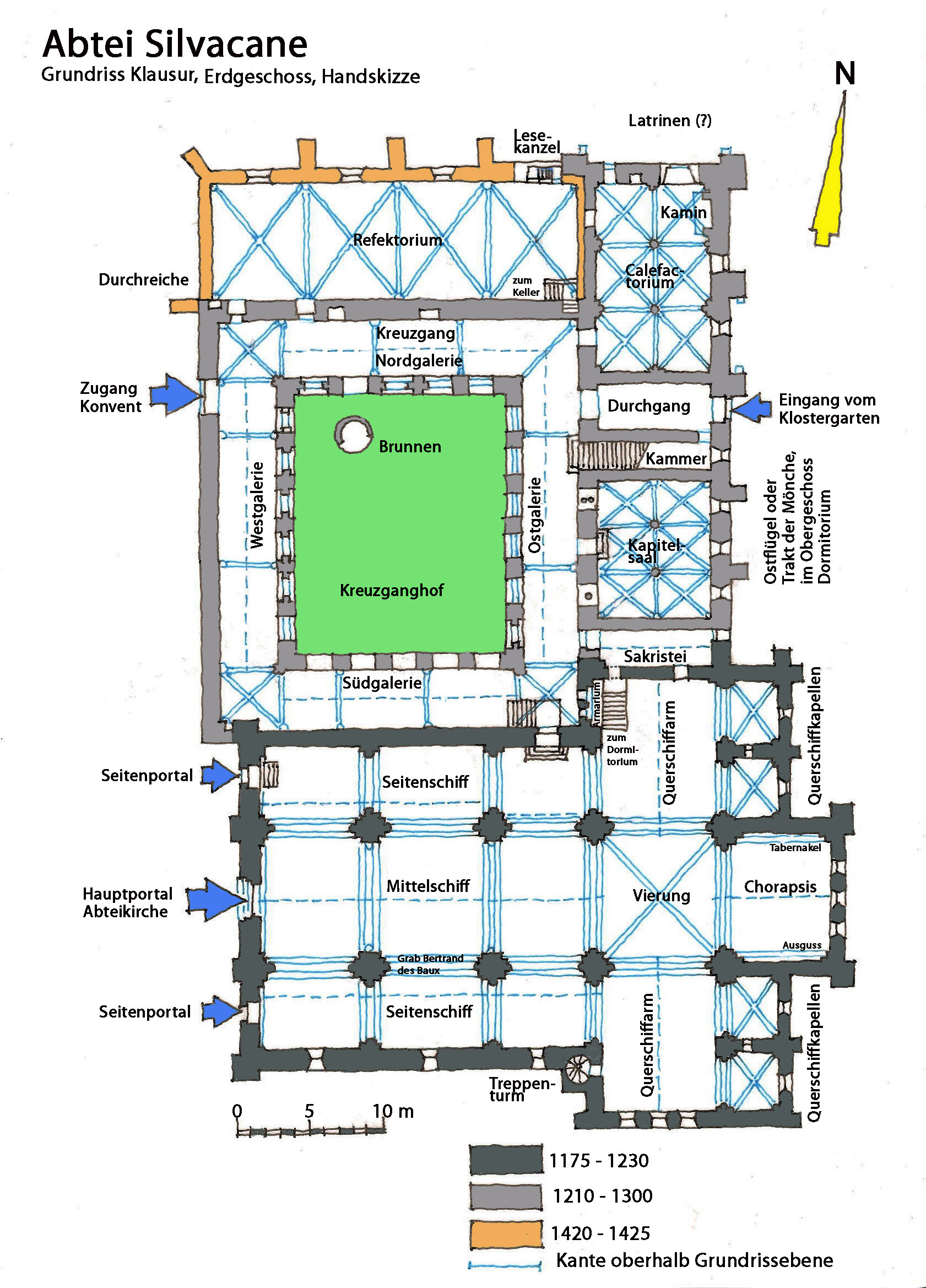
平面図

交通については後述の「アクセス」節を参照。

## 建築
建築様式は基本的にロマネスク様式として分類可能であるが、教会堂よりも後に建設された回廊アーケードの尖頭アーチのようにゴシックの要素も含まれる。平面は「単純」、「整った」などと、また「簡素」、「厳格」なシトー会建築の代表などとも評されてきた。
本節ではシルヴァカンヌ修道院の各施設についての概略を紹介する。なお右の平面図はドイツ語のキャプションが入っているが、適宜図示・参照し解説は日本語で行う。解説の基点はこの平面図左下（南西）に示される3連の青矢印とし、教会堂外部から内部へ、そして回廊、という順路で解説を行う。

### 教会堂
教会堂の寸法は内法で東西の奥行きが約39m、南北翼廊が約29mである。以下、西正面から東へ順に解説を行う。

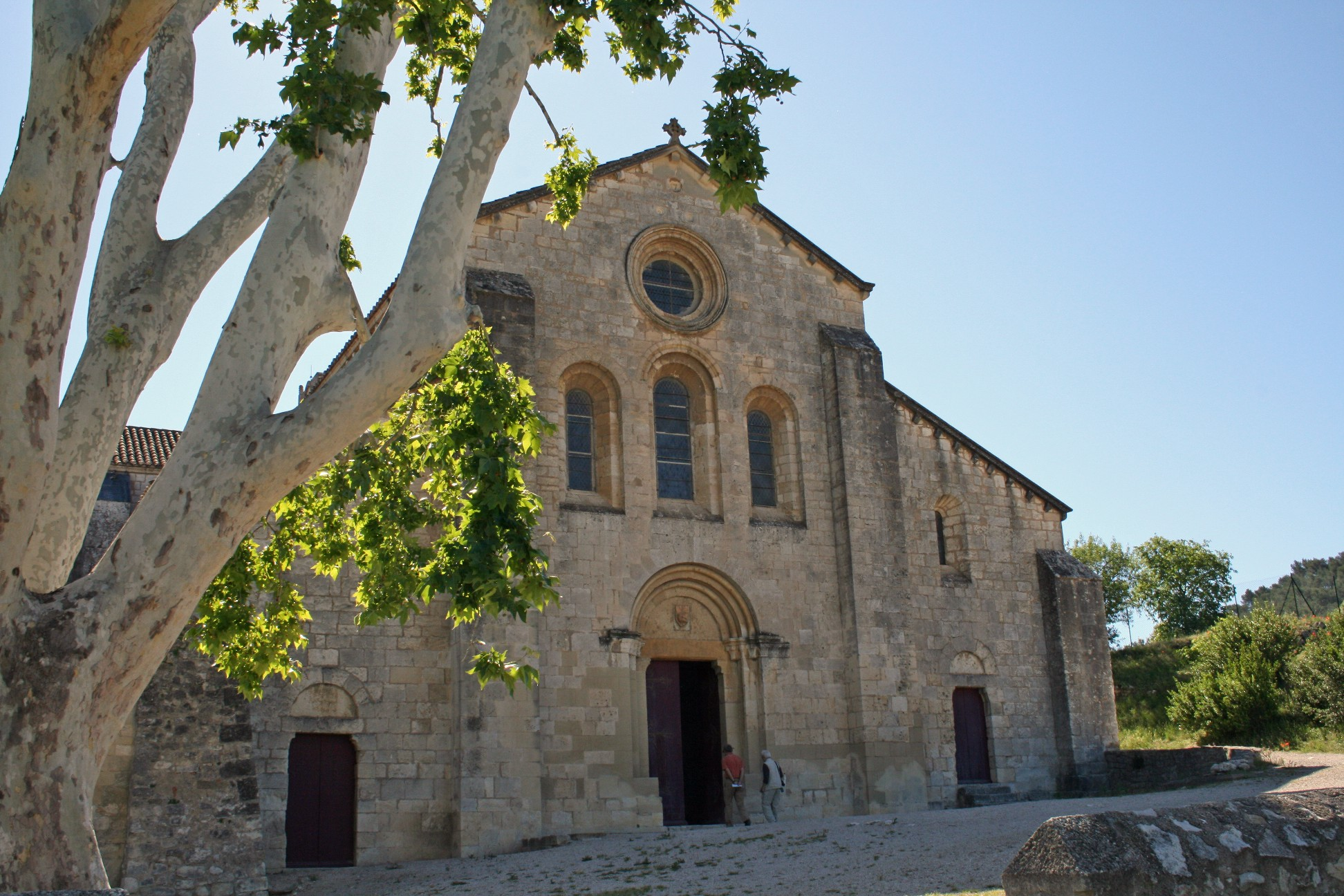
ファサード

#### ファサード
前掲平面図の下のほう、濃い灰色の壁で囲まれるラテン十字を横にした部分が教会堂である。修道院の本体である教会堂は西正面に3つの扉口をもち、ファサード下部には3つの扉口と、上部には丸窓、そして中段には三連窓が穿たれている（平面図左下、即ち敷地の南西部の青矢印が教会堂正面）。中央の扉口が身廊へ、両脇の2つの扉口は側廊へつながっており、すなわち三廊式の内部空間となっている。また、この中央扉口はプロヴァンスの三姉妹の他の2修道院にはない特徴である（ル・トロネおよびセナンクは両脇に小さな扉があるのみで中央扉口は存在しない）。
ちなみに本項最上部もファサードを別の角度から見た画像である。

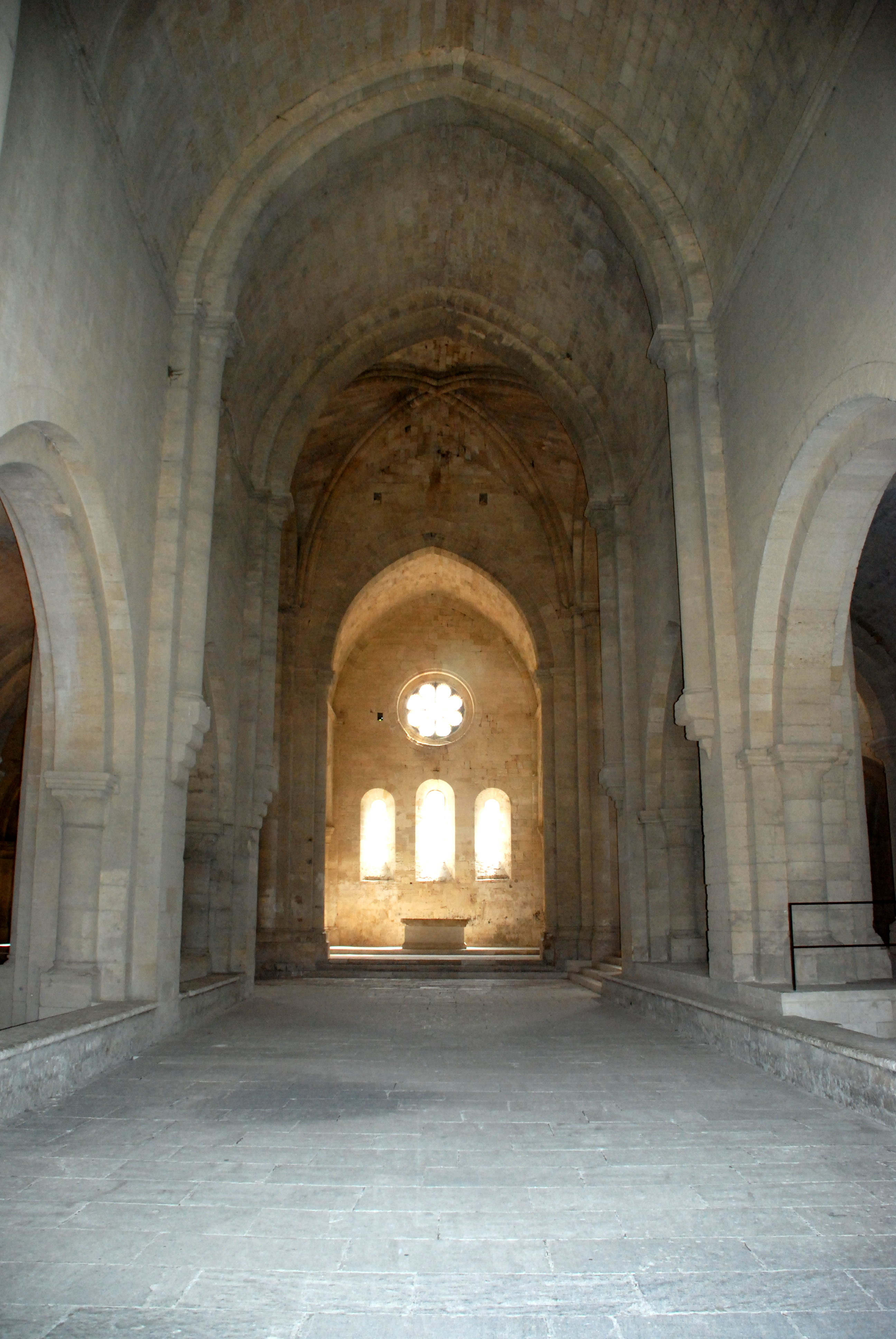
正面中央扉入ってすぐ、身廊より東の後陣まで

#### 外陣
教会堂の内部へ入ると、高窓がなくほの暗い身廊が東へ続いている。南側廊には小さな窓が各ベイにあるが、北側廊には窓はなく、翼廊の手前に回廊への出入り口のみがある。
天井には尖頭アーチのトンネル・ヴォールトが架けられている。また、側廊のヴォールトは北側の最初のベイを除き、特に「傾斜ヴォールト（起拱点の高さが左右で違うヴォールト）」と呼ばれるヴォールトが架かっている。尖頭アーチはロマネスク後期以降、ゴシックでよく使われたタイプの構造である。

#### 交差部と翼廊、後陣

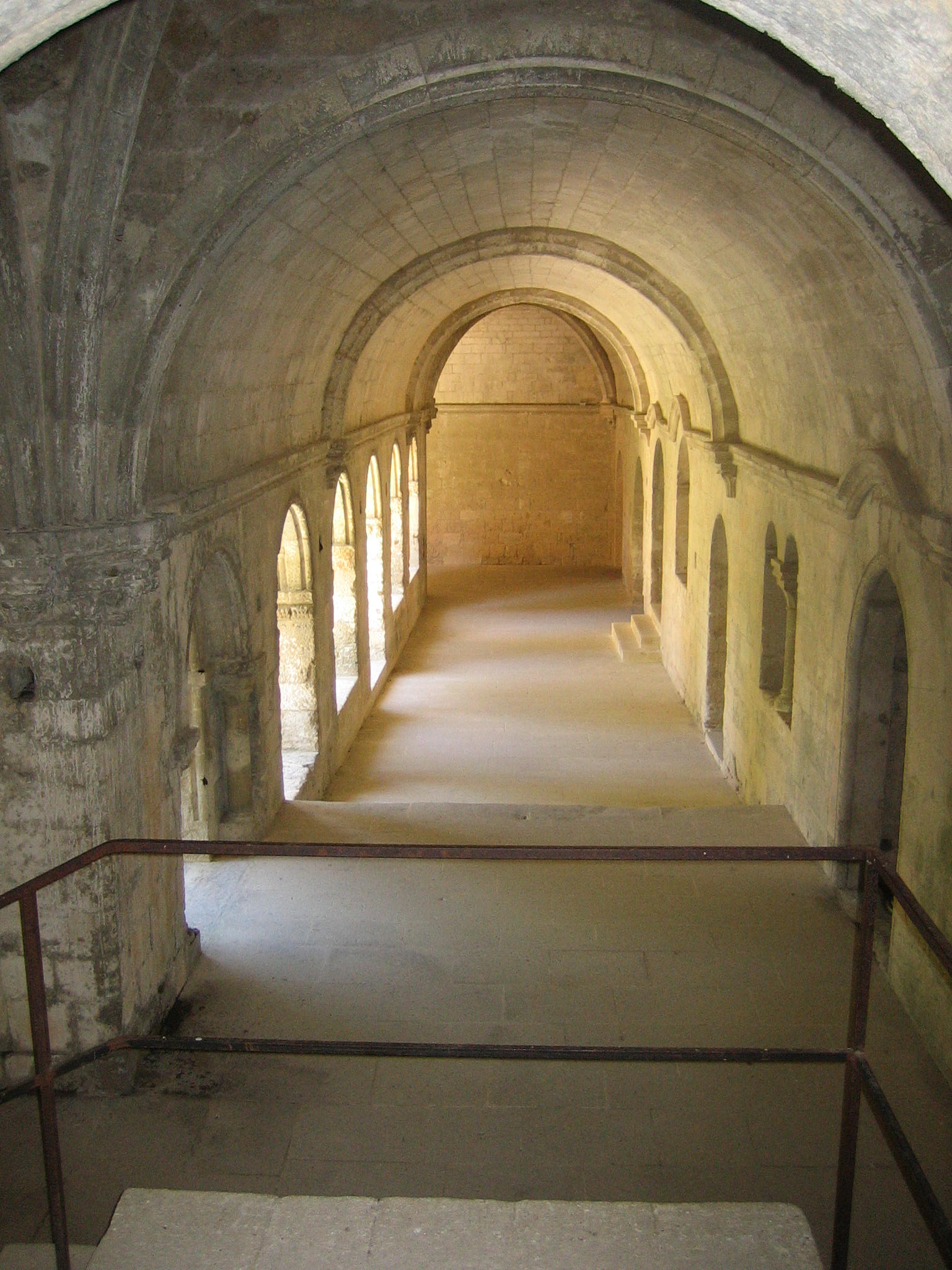
教会堂の北側廊より回廊へ下りる

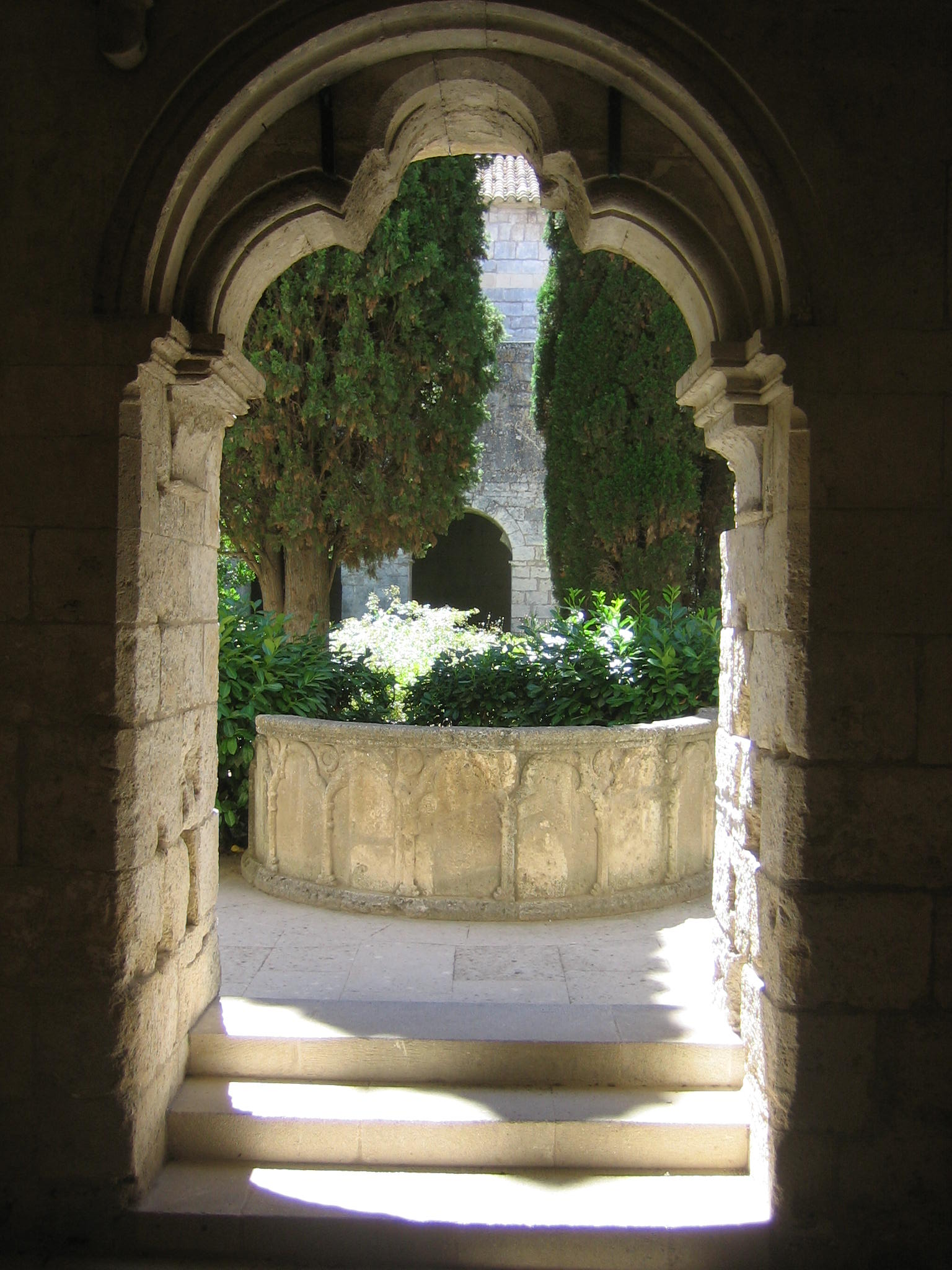
回廊北辺にある、中庭への出入り口より"Brunnen"を見る

左図は身廊から東を向いた図で、後陣手前、天井に×（これが交差リブ・ヴォールト）が架かっている部分が交差部である。前掲平面図では"Vierung"と表記されている。ここの交差リブ・ヴォールトも末期ロマネスク建築から見られるようになり、後のゴシック建築においてよく使われるタイプのヴォールトであり、シルヴァカンヌ修道院のものは「かなり早い例」とされる。
交差部は南北に翼廊が伸び、それぞれの東面には2つずつの小祭室を備えている。交差部の東端にある後陣には薔薇窓と三連窓が付属し祭壇へ光を導いている。
後陣は角型の平面を示しており、これによりシルヴァカンヌ修道院は「シトー会式平面（後陣が半円形ではなく、教会堂全体として完全なラテン十字型平面になる）」、「ベルナール式平面 (plan bernardin)」と呼ばれる特徴を持つ。
シルヴァカンヌ修道院はこのラテン十字型の平面をもつ建築の代表例として取り上げられることがある一方で、典型的な「ベルナール式平面」をもち、「有名でかつ代表的」と言われながらもなぜか分析対象としていない研究者もいる。

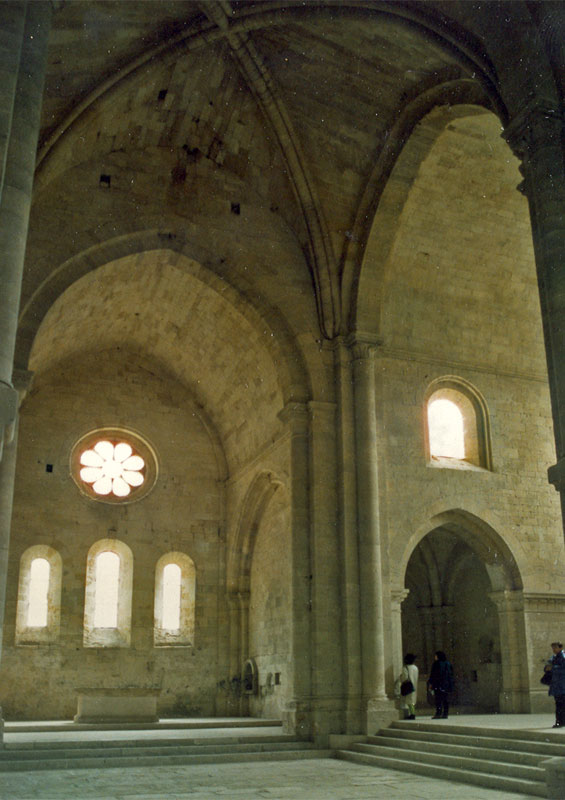
交差部西の手前より。左の部屋が後陣で右の小部屋が南翼廊の小祭室。
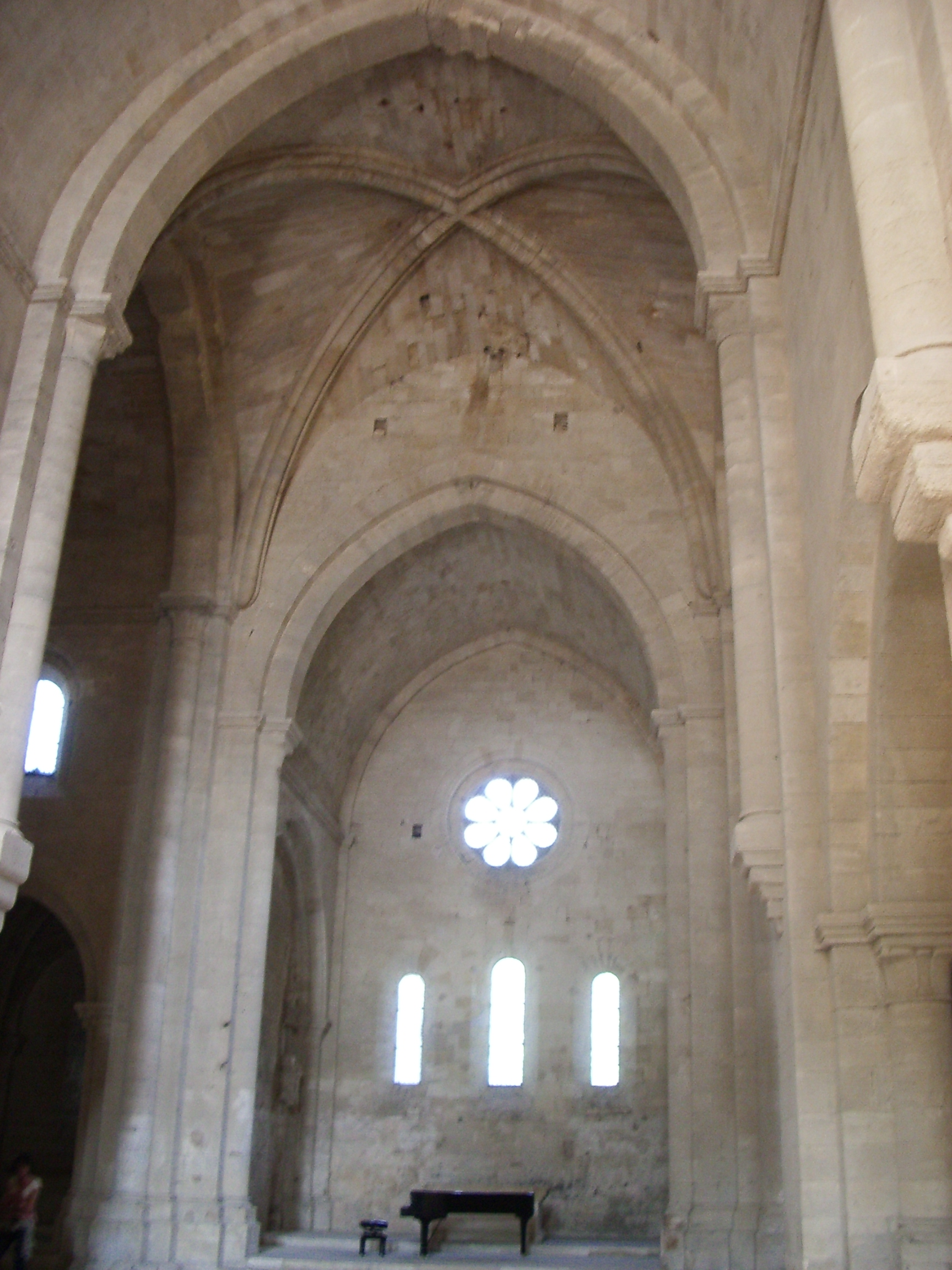
交差部手前のアーチも尖頭アーチで、交差部には交差リブ・ヴォールト。ゴシック風の特徴。
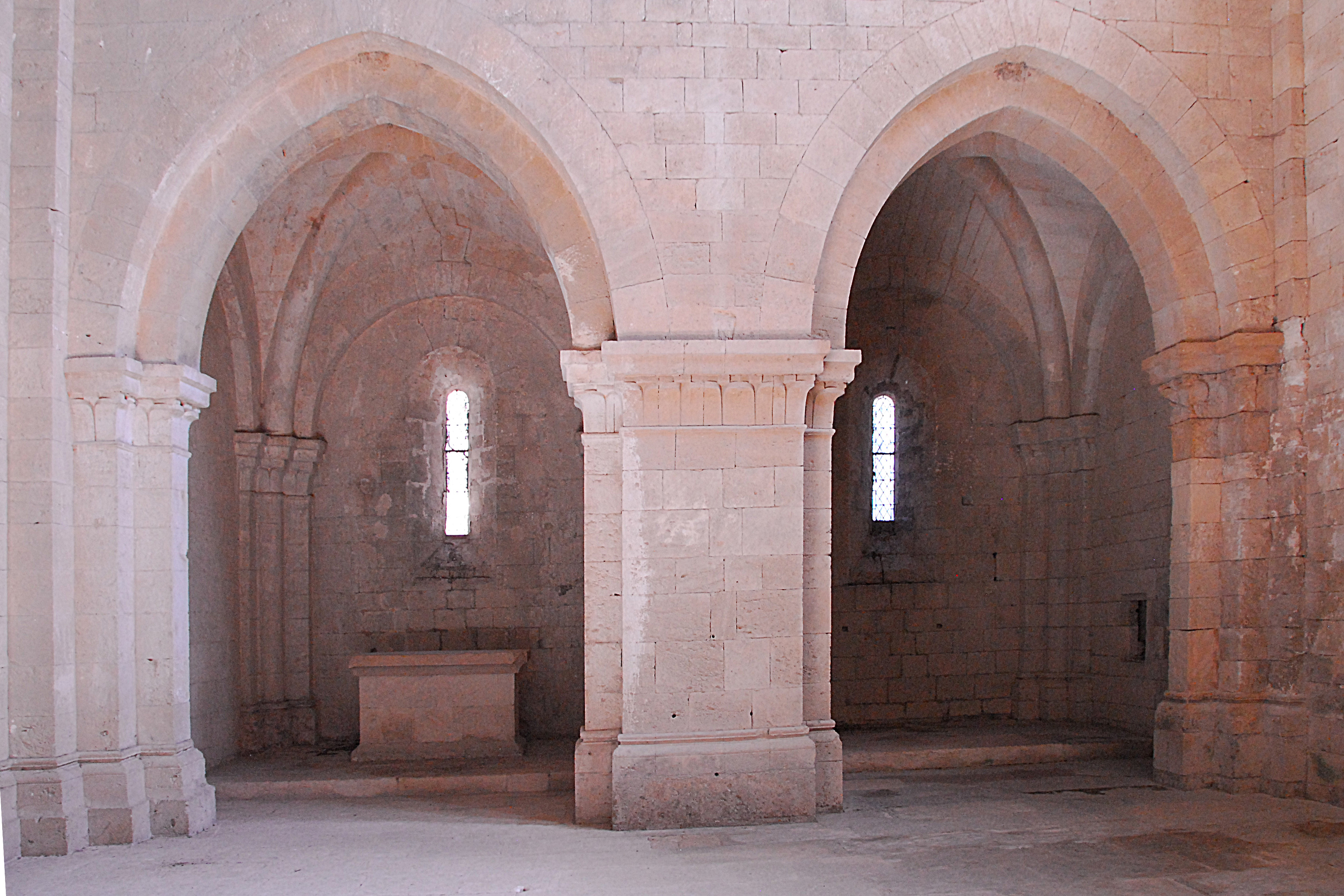
翼廊の小祭室。
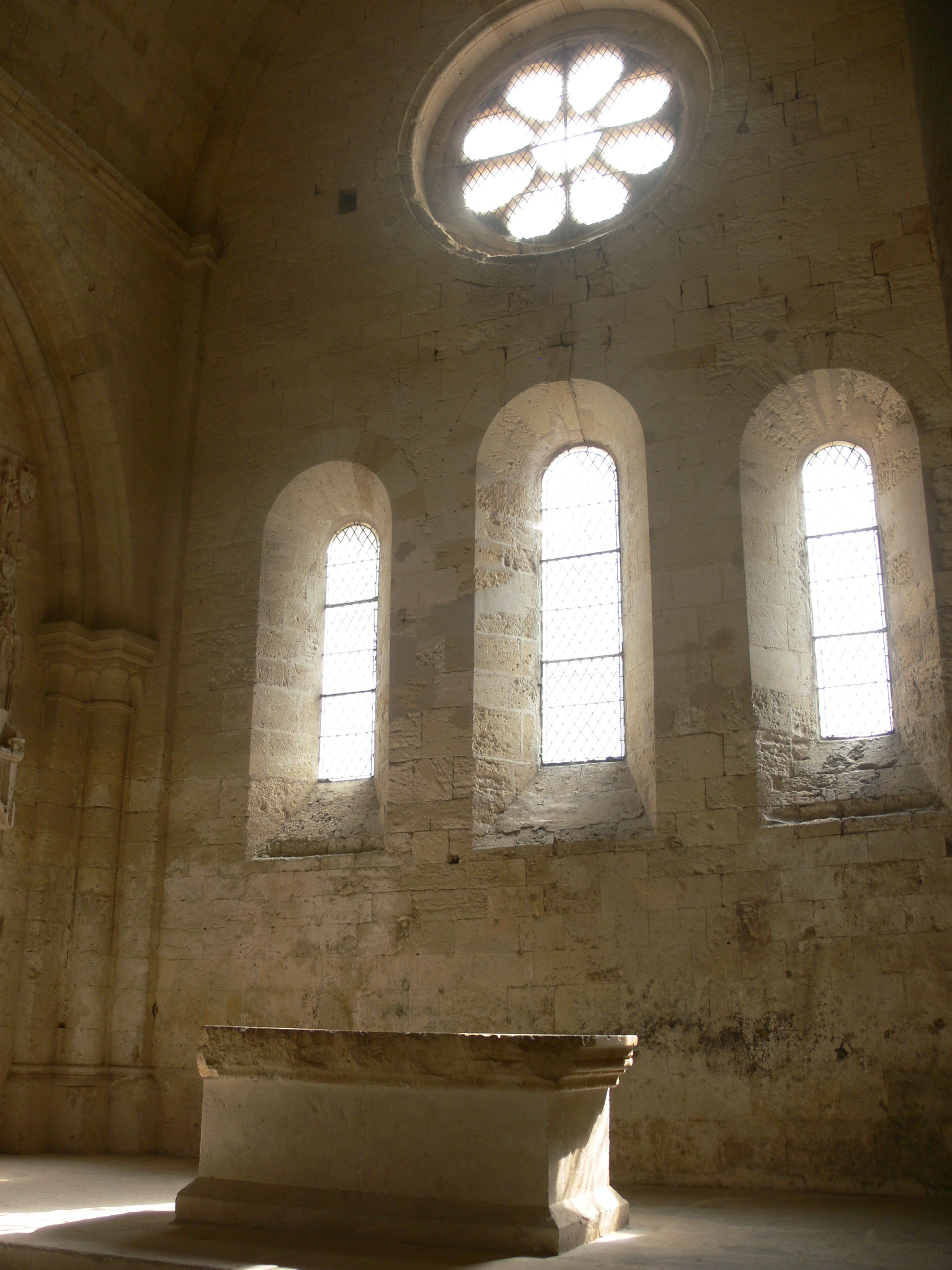
後陣。単純な薔薇窓。

### 回廊
教会堂の北側廊のうち交差部に近いベイの北面にある開口部から、1.6mほど低くなっている回廊へ下りられる。前掲平面図でいえば緑色の部分（樹木が植えられている）が中庭で、その周囲を囲む通路が回廊である。中庭の"Brunnen"とあるのは水場（右図）である。
歩廊の天井は横断アーチのついたトンネル・ヴォールトで、4隅のうち北東隅（前掲平面図で"／"印となっている箇所）は横断アーチが架かるだけだが、他の隅（前掲平面図で"×"印となっている箇所）は交差リブ・ヴォールトが架けられている。外壁には直接外部とつながる常時オープンな開口部はないものの、中庭に面した壁には南北5、東西6ずつのアーケードが開口しており、そこから導かれる陽光と緑の鮮やかさと、暗めであった教会堂とのコントラストが印象的である。東歩廊の6つのアーケードのうち南端は出入り口となっており、装飾性も強く、回廊アーケードをレイアウトする際の基点にされたと考えられている。
なお、前掲平面図では南北に長い長方形であるように見えるが、実際には対面する各辺は微妙に長さが違い、完全な長方形とはいえない。とはいえ誤差の範囲であり、長方形を意図した設計であるとされている。具体的には外壁東面27,813mm、西面27,645mm、南面24,558mm、北面24,417mmという寸法である。

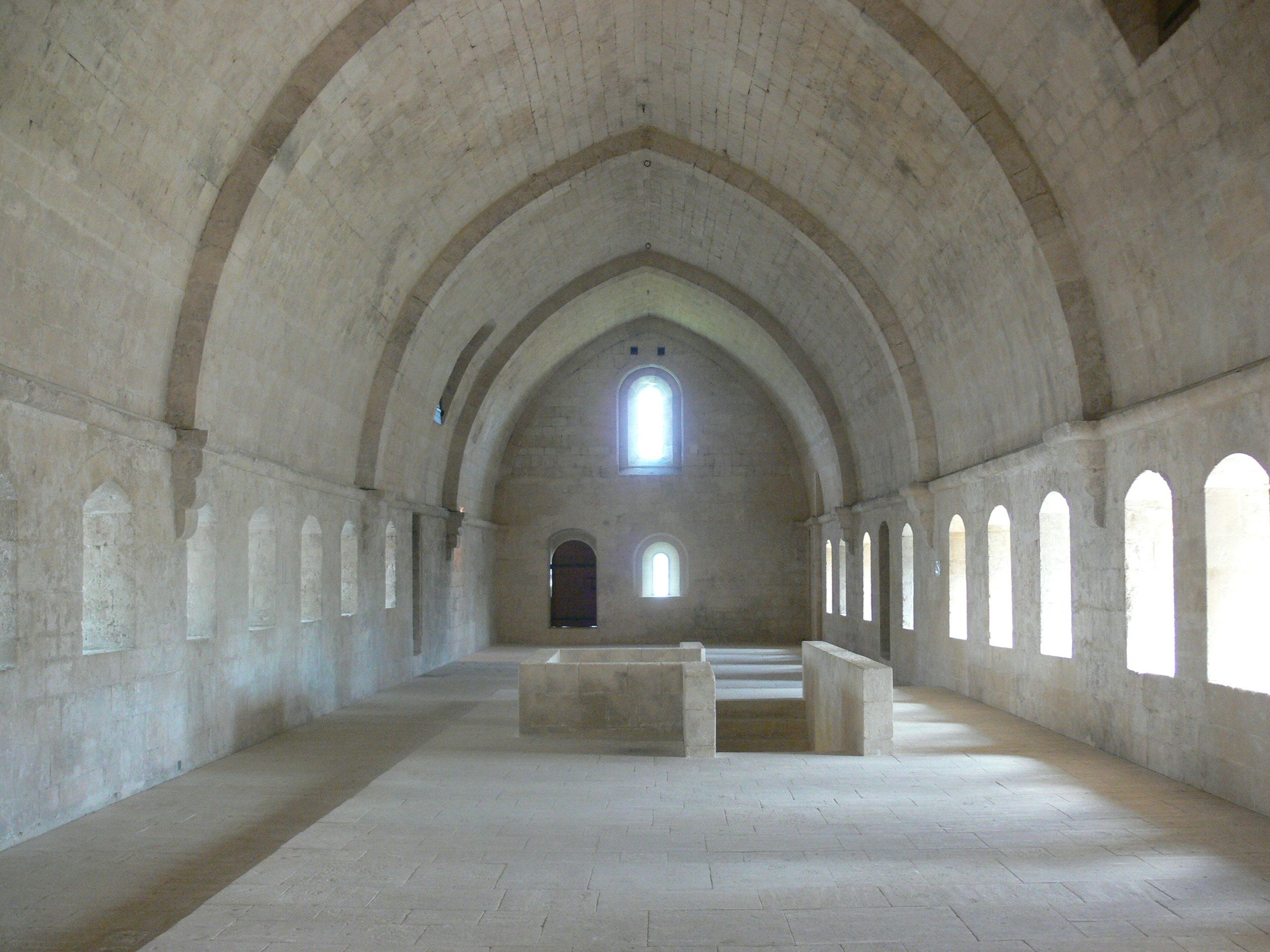
大寝室。中央は回廊への階段

### その他の施設
前掲平面図において、回廊の周囲にいくつかの部屋があることが確認できるが、これらについても解説しておく。まず回廊北側の一番大きな部屋"Refektorium"とあるのが、先述の通り最後期に建設された大食堂である。回廊東面にある部屋は北から順に以下のような用途であった。
- 暖房・厨房と書写室
- 出入り口
- 大寝室（2階にある）への階段
- 集会所
- 聖具室

また、2階の大寝室には尖頭アーチの屋根と壁面に並んだ小窓があるだけの、装飾性のない禁欲的な空間が広がっている。往時の修道士たちはここに木の板か麦藁を敷き、雑魚寝していたという。

## アクセス
パリ、リヨン駅からTGVにて3時間ほどかけてエクス＝アン＝プロヴァンスTGV駅（注：在来線のエクス＝アン＝プロヴァンス駅とは15kmほど離れている）まで行き、そこからバスまたはタクシーでシルヴァカンヌ修道院のあるラ・ロック＝ダンテロンへは30kmほどである。1日8便ほどのバスではおよそ30分ほどで着く。とはいえ停留所はなく、乗車の際にシルヴァカンヌへ行くことを告げることによりシルヴァカンヌ修道院前で下ろしてくれるという。